# Carlos Ruiz
Pour le joueur de baseball panaméen, voir Carlos Ruiz (baseball).
Pour les articles homonymes, voir Ruiz.
Carlos Humberto Ruiz Gutiérrez, né le 15 septembre 1979 à Guatemala, est un ancien footballeur guatémaltèque jouant au poste d'attaquant. Surnommé El pescadito, il est le meilleur buteur de l'histoire du pays (68 buts en 133 sélections en équipe nationale du Guatemala). Après une carrière sportive longue de plus de vingt ans, il tire sa révérence le 7 avril 2017.

## Carrière

### En club
Carlos Ruiz se fait connaître au CSD Municipal, un des plus grands clubs du Guatemala, en remportant trois championnats au début des années 2000 (voir palmarès). Ses bonnes performances lui valent de signer en janvier 2002 pour l'équipe des Los Angeles Galaxy en MLS. Avec 24 buts marqués dès sa première saison, il guide son nouveau club vers le titre. Dans la foulée, il est élu joueur de l'année en 2002. 
Ruiz évoluera en MLS jusqu'en 2009 (FC Dallas, Toronto FC) puis reviendra en 2011 (Philadelphia Union) après des passages ponctuels au Paraguay (Olimpia), en Grèce (Aris Salonique) et au Mexique (Puebla). En 2013, il intègre DC United, où il remporte la Lamar Hunt U.S. Open Cup.
En 2014, il rentre au pays afin de retrouver le club de ses débuts, le CSD Municipal, où il reste jusqu'en juillet 2016. Il aura encore l'occasion de faire parler de lui en étant sacré meilleur buteur du championnat d'ouverture 2014 avec douze buts. Après plusieurs semaines libre de tout contrat et à la suite de sa décision de se retirer de la sélection nationale à 37 ans, il s'engage avec le FC Dallas, le 15 septembre 2016, quelques heures avant le gel des effectifs dans la MLS.

### En équipe nationale
Outre son record de meilleur buteur du Guatemala (68 buts), Ruiz est devenu, le 6 septembre 2016, le meilleur buteur de l'histoire des éliminatoires de la Coupe du monde avec 39 buts en 47 matchs disputés. En effet, un quintuplé marqué contre Saint-Vincent-et-les-Grenadines à l'occasion du 4e tour préliminaire des qualifications de la Coupe du monde 2018 lui permirent de dépasser le record précédent détenu par Ali Daei et ses 35 buts,. 
Il prend sa retraite internationale à la suite de ce match, après 133 sélections d'une carrière internationale qui l'a vu débuter le 18 novembre 1998 contre le Mexique en match amical (2-2). Ruiz a été de toutes les campagnes de qualification à la Coupe du monde de 2002 à 2018. Il a également disputé avec son pays six Gold Cup et quatre Copa Centroamericana.

## Palmarès

### En club
CSD Municipal
- Champion du Guatemala en 2000 (clôture), 2001 (ouverture) et 2002 (clôture).
- Vainqueur de la Copa Interclubes UNCAF en 2001.

 Los Angeles Galaxy
- Champion de la Major League Soccer en 2002.

 DC United
- Vainqueur de la Lamar Hunt U.S. Open Cup en 2013.

### Distinctions individuelles
Los Angeles Galaxy
- Meilleur joueur de MLS : 2002[3].
- Trophée d'homme du match de la Coupe MLS : 2002.

 CSD Municipal
- Meilleur buteur du championnat en 2014 (ouverture) avec 12 buts[4].

 Guatemala
- Meilleur buteur des éliminatoires de la Coupe du monde de football 2018 : zone Amérique du Nord, Amérique centrale et Caraïbes (9 buts)